# Rothwell (Lincolnshire)
Pour les articles homonymes, voir Rothwell.
Rothwell est un village du district de West Lindsey, dans le Lincolnshire, en Angleterre.
En 2011, la population est de 226 habitants.

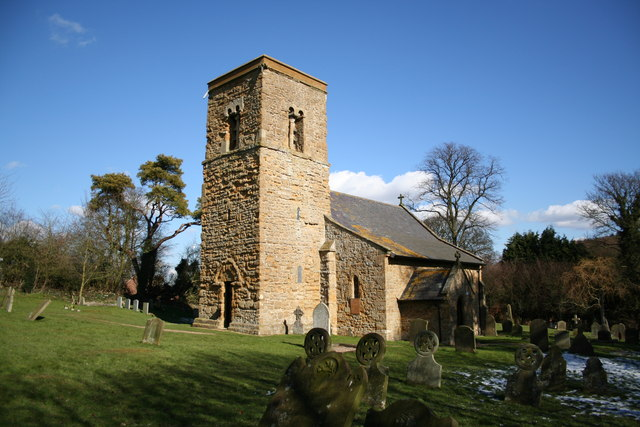
L'église de Sainte-Madeleine, à Rothwell.